# La Combe Saint-Pierre
La Combe Saint-Pierre est une station de montagne française du Haut-Doubs à 10 km de la frontière suisse. Elle se situe à 2 km au sud est du centre de Charquemont, à une altitude comprise entre 880 et 1035 mètres. Il s'agit d'un petit domaine skiable accessible aux débutants et permettant de profiter de la nature. La zone de la Combe Saint-Pierre connait une multi-activité tant en hiver (domaine skiable, patinoire, luge...), qu'en été (randonnée, VTT, dévalkart, parcours accrobranche...),

## Domaine skiable[3]
Le domaine comprend 3 pistes de ski alpin, il est desservi par plusieurs téléskis. Il comporte également des pistes de ski de fond qui s'étendent sur 37 kilomètres tracés pour la pratique de ski alternatif et pour le skating. Ainsi que deux itinéraires de sentiers de raquettes balisés sur 10 kilomètres. Une patinoire artificielle extérieure de 700 m2 est également présente, ainsi qu'une piste de luge.

## Activités de loisirs[1]
Le site montagneux de la combe St pierre permet de pratiquer des activités de loisirs de plein air l'été tel que le VTT, la pratique du sentier de randonnée du GR-5, le dévalkart ou encore les balades en calèches. Il accueille un parcours accrobranche, et le départ d'une via ferrata en accès libre toute l'année, avec pont de singe, et une tyrolienne optionnelle de 60 m de long.